# Jakob Griesinger d'Ulm
|  | Per a altres significats, vegeu «Beat Jaume». |

Jakob Griesinger o Jaume d'Ulm, en italià Giacomo Griesinger da Ulma  (Ulm, Baden-Württemberg, Alemanya, 1407 - Bolonya, Itàlia, 11 d'octubre de 1491), fou un pintor de vitralls, frare dominic. És venerat com a beat per l'Església catòlica.

## Biografia
Jakob Griesginger havia nascut a Ulm, segon fill d'una família devota. Va anar a escola i aprengué llatí, però també l'ofici de vitraller, especialment la pintura sobre vidre. En fer 25 anys va anar en pelegrinatge cap a Roma. Quan havia de tornar cap a casa, no tenia diners i, per guanyar-se'ls, s'allistà com a militar mercenari a Nàpols, a les forces del duc de Calàbria. Després de quatre anys, decebut del comportament dels seus companys, es llicencià i fou servent d'un advocat a Càpua. Passats cinc anys, volgué tornar a Ulm i arribà a Bolonya. Novament, sense mitjans per a continuar, s'enrolà a la milícia del duc de Milà. Hi va visitar la basílica de San Domenico, on hi ha la tomba de sant Domènec de Guzmán i es va sentir atret per la vida religiosa. Volgué ingressar a l'Orde de Sant Domènec, però era gairebé analfabet. El 1441 se'n va fer germà llec al convent dominic de Bolonya. Es va dedicar a la pregària i la penitència, portant una vida humil i servicial fins a morir amb 84 anys.
Dotat de gran talent artístic, fou un mestre en l'art del vitrall i va treballar pintant vitralls per a diverses esglésies bolonyeses. Se'n conserven només un: un dels grans vitralls de la Capella dels Notaris de San Petronio de Bolonya. Se sap que va fer un vitrall per a la capella del palau Bentivoglio. Tingué com a deixeble Ambrogino da Tormoli, amb qui treballà tres anys i qui escrigué després una vida de Giesenberg, publicada el 1501.
Una llegenda diu que un dia, mentre vigilava la cocció d'alguns vidres pintats, el prior li va fer un encàrrec; el beat no va dir res i va marxar a complir el que se li manava. En tornar, en comptes de trobar els vidres cremats, com era d'esperar, els trobà cuits i en el seu punt just.

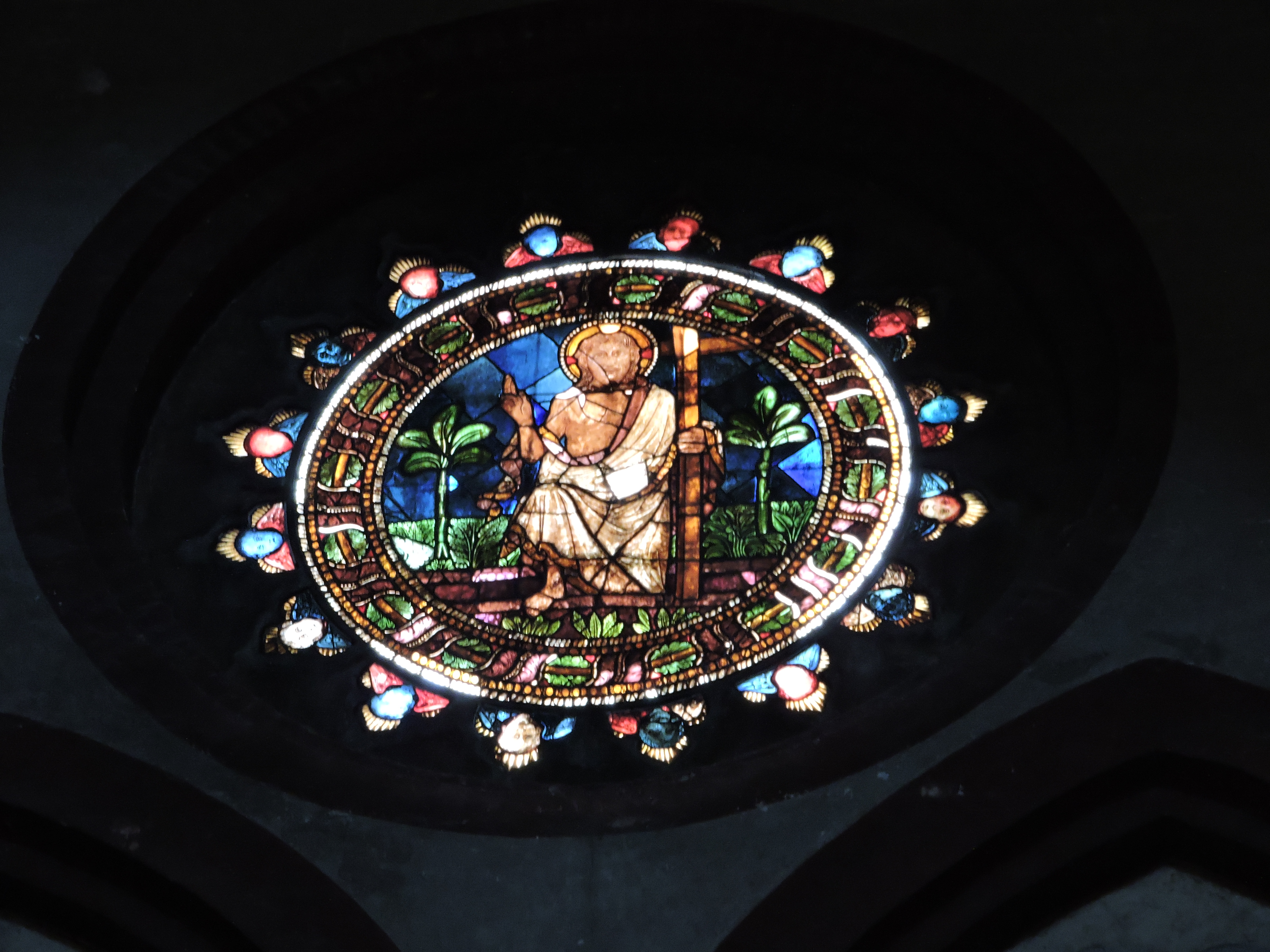
Vitrall pintat pel beat a Bolonya

## Veneració
Lleó XII confirmà el culte que se li retia el 3 d'agost de 1825. Les seves relíquies són a una urna a l'altar de la capella del Sagrat Cor de la basílica de San Domenico de Bolonya.